# ماکیاگودنا
ماکیاگودنا (به ایتالیایی: Macchiagodena) یک کومونه در ایتالیا است که در استان ایسرنیا واقع شده‌است.

## خصوصیات
ماکیاگودنا ۳۴ کیلومترمربع مساحت و ۱٬۹۶۱ نفر جمعیت دارد و ۸۶۴ متر بالاتر از سطح دریا واقع شده‌است.